# Elektras diskografi
Diskografi for Elektra er en liste af indspilninger af Elektra, en opera i én akt af Richard Strauss til en tysk libretto af Hugo von Hofmannsthal. Værket blev uropført på Semperoper i Dresden den 25. januar 1909. 
| År          | Besætning (Elektra, Chrysothemis, Klytemnestra, Orestes, Aigisthos)                    | Dirigent, Operahus og orkester                                                                                    | Pladeselskab                                              |
| ----------- | -------------------------------------------------------------------------------------- | --- | --------------------------------------------------------- |
| 1949        | Astrid Varnay, Irene Jessner, Elena Nicolaidi, Herbert Janssen, Frederick Jagel        | Dimitri Mitropoulos, New York Philharmonic Orchestra og Chorus (Indspilning af en koncertopførelse, 25. december) | Audio CD: Guild Immortal Performances Kat: GHCD 2213 / 4  |
| 1957        | Inge Borkh, Lisa della Casa, Jean Madeira, Kurt Böhme, Max Lorenz                      | Dimitri Mitropoulos, Wiener Philharmonikerne og Wiener Staatsopers kor                                            | Audio CD: Opera d'Oro Kat: OPD 7033                       |
| 1958        | Gerda Lammers, Hedwig Muller-Butow, Georgine von Milinkovic Edgar Evans, Otakar Kraus  | Rudolf Kempe, Royal Opera House, Covent Garden Orchestra                                                          | Audio CD: Royal Opera House Heritage Series Kat: ROHS 005 |
| 1960        | Inge Borkh, Marianne Schech, Jean Madeira, Dietrich Fischer-Dieskau, Fritz Uhl         | Karl Böhm, Dresden Staatskapelle og Dresden Staatsopers kor                                                       | Audio CD: Deutsche Grammophon Cat: 445329                 |
| 1964        | Astrid Varnay, Hildegard Hillebrecht, Martha Mödl, Eberhard Wächter, James King        | Herbert von Karajan, Wiener Philharmoniker og Wiener Staatsoper Chorus                                            | Audio CD: Orfeo Kat: C 298 922                            |
| 1967        | Birgit Nilsson, Marie Collier, Regina Resnik, Tom Krause, Gerhard Stolze               | Georg Solti, Wiener Philharmoniker                                                                                | Audio CD: Decca Cat: 830302                               |
| 1990 (live) | Dame Gwyneth Jones, Anne Evans, Leonie Rysanek, Wolfgang Schöne, Ronald Hamilton       | Jeffrey Tate, Orchestre de la Suisse Romande og Grand Théâtres kor, Genève                                        | Audio CD: Claves Cat: 50-2514/15                          |
| 1990        | Eva Marton, Cheryl Studer, Marjana Lipovsek, Bernd Weikl, Hermann Winkler              | Wolfgang Sawallisch, Symphonieorchester und Chor des Bayerischen Rundfunks                                        | Audio CD: EMI Classics Cat: 9190                          |
| 1995        | Deborah Polaski, Alessandra Marc, Waltraud Meier, Falk Struckmann, Johan Botha         | Daniel Barenboim, Staatsoper unter den Linden                                                                     | Audio CD: Teldec Cat: 99175                               |
| 1995        | Hildegard Behrens, Luana DeVol, Leonie Rysanek, Wolfgang Schöne, Daniel Galvez-Vallejo | Friedemann Layer, Orchestre National de Montpellier                                                               | Audio CD: Actes Sud Cat: AT 34109                         |
| 1997        | Alessandra Marc, Deborah Voigt, Hanna Schwarz, Samuel Ramey, Siegfried Jerusalem       | Giuseppe Sinopoli, Wiener Philharmoniker og Wiener Staatsopers kor                                                | Audio CD: Deutsche Grammophon Cat: 453429                 |
| 1998 (live) | Hildegard Behrens, Nadine Secunde, Christa Ludwig, Brian Matthews, Brad Cresswell      | Seiji Ozawa, Boston Symphony Orchestra og Tanglewood Festival Chorus                                              | Audio CD: Decca Cat: 470583                               |
| 2004        | Deborah Polaski, Anne Schwanewilms, Felicity Palmer, Franz Grundheber, Graham Clark    | Semjon Bychkov, WDR Sinfoniorkester, Köln                                                                         | Audio CD: Profil Medien Cat: PH 05022                     |